# Simon Amin
Simon Amin (Örebro, 13 novembre 1997) è un calciatore svedese naturalizzato siriano, centrocampista del Radnički Niš.

## Carriera

### Club
Ha giocato nella massima serie del campionato svedese dal 2018 al 2020 con la maglia dell'Örebro, poi è sceso in Superettan accettando l'offerta del Trelleborg.

### Nazionale
Nel 2021 ha esordito con la nazionale siriana.